# Висайя

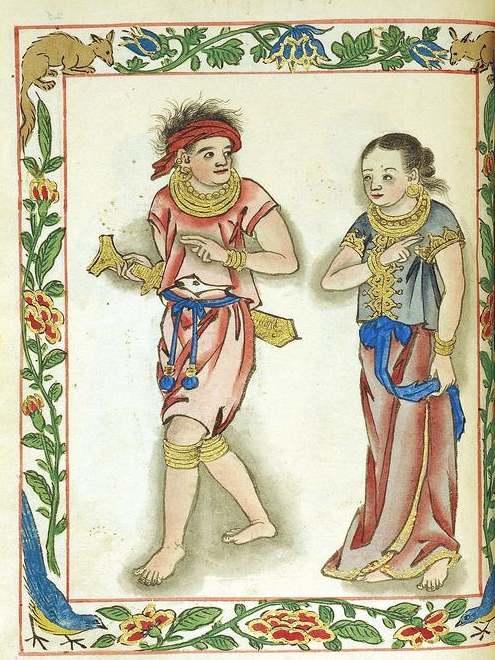
Знатные висайя с острова Панай. Миниатюра «Кодекса [Чарльза] Боксера» (1590)

Висайя (бисайя) — наиболее многочисленная этнолингвистическая группа Филиппин. Численность — 32,5 млн чел. Населяет острова центральной части Филиппинского архипелага. Говорят на нескольких языках, объединённых в группу языков висайя (бисайя) в составе центрально-филиппинской ветви языков, относятся к северной подподгруппе индонезийской подгруппы малайско-полинезийской группы австронезийской семьи языков. Пользуются также тагальским и английским. Большинство висайя католики. Распространены также синкретические культы, есть немного мусульман-суннитов и представителей анимистических верований.

## Происхождение

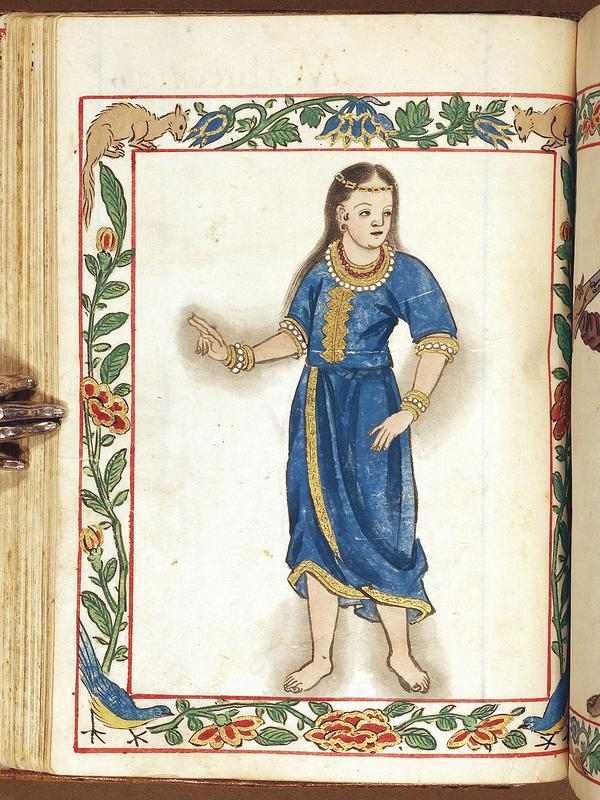
Знатная женщина-висайя. Миниатюра «Кодекса [Чарльза] Боксера» (1590)

Название народа некоторые учёные связывают с названием государства Шривиджайя. В период
существования этого государства (середина VII — конец XIII века) ряд индонезийских племён, переселившихся с острова Калимантан (Борнео), ассимилировали часть аборигенного филиппинского населения и положили начало формированию народности висайя. К периоду испанского завоевания социальная структура висайя имела много общего с тагальской. У них не сложилось государственного образования, но были очень крупные общины (барангаи).
Как народ, висайя неоднородны, делятся на ряд этнических групп, каждая имеет свой диалект. Диалекты сильно различаются, почти как отдельные языки. Основные из них: сугбуханон, хилигайнон, самарнон, масбате, суригао и другие. Сейчас они считаются отдельными языками.

## Ареал расселения

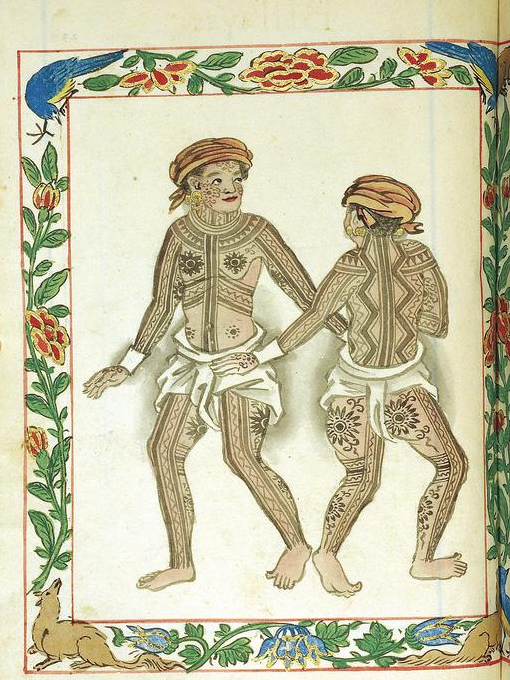
Висайя-простолюдины. Миниатюра «Кодекса [Чарльза] Боксера» (1590)

Висайя населяют острова Самар, Лейте, Себу, Негрос, Панай, Палаван, Миндоро, Минданао, Сулу и другие.

## Хозяйство

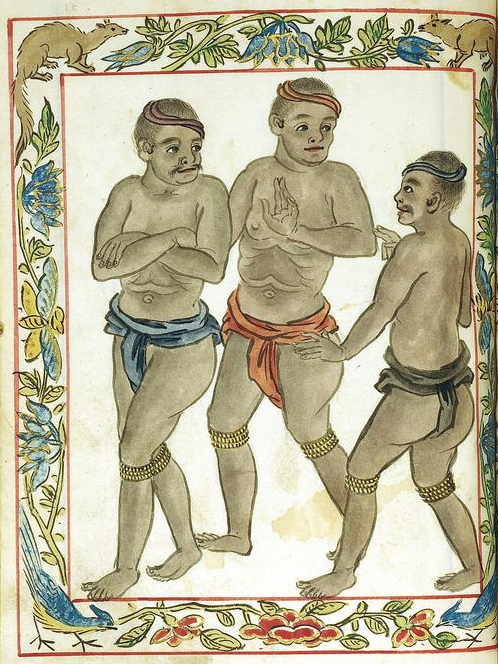
Висайя-рабы. Миниатюра «Кодекса [Чарльза] Боксера» (1590)

Основные традиционные занятия — пашенное земледелие (поливной и суходольный рис, кукуруза, бананы, цитрусовые, манго, кофе, какао, овощи, абака, сахарный тростник, сахарная пальма, каучуконосы), животноводство, рыболовство. Животноводство имеет большое значение, разводят буйволов, быков, коз, овец, свиней, кур, уток. Основные промысловые рыбы — сардины, тунец.
Ремёсла — обработка дерева и металла, гончарство, плетение из ротанга, бамбука, изготовление украшений, строительство лодок. В настоящее время многие заняты в многоотраслевой промышленности, пищевой, горнодобывающей, лесоперерабатывающей.

## Общественные отношения
Семья — моногамная. Счёт родства — билатеральный. Сохраняются активные хозяйственные и обрядовые связи с родственниками. Брак — неолокальный или биолокальный.

## Быт
Большинство сельских поселений имеют планировку, сходную с тагальской. Жилище — свайное, прямоугольное, одно- или двухкамерное, с верандой и невысокой крышей. Очаг расположен вне жилой части. Традиционные материалы — бамбук, дерево, пальмовые листья. Появляются современные материалы и мебель.
Пища — преобладает растительная (рис, овощи, фрукты), рыба. Мясо употребляется редко. Распространён освежающий напиток из кокосов — туба.
Одежда — штаны и рубашка навыпуск у мужчин, саронг с короткой блузой у женщин. Эта национальная одежда вытесняется сейчас европейской, но сохраняются головные уборы — соломенные плетёные шляпы разной формы.
В доиспанский период висайя носили много украшений, мужчины носили платки-повязки, украшенные золотом. В ходу была татуировка. «Благородные» люди имели татуировку по всему телу, она показывала социальный статус. Испанцы называли их «пинтадос» (раскрашенные).

## Духовная культура
Богаты мифология, фольклор (музыка, танцы). Имеется эпос (поэмы «Лагда», «Харайя»). Развито декоративно-прикладное искусство.
Популярны праздники — фиесты, с карнавальными шествиями, театрализованными представлениями, посвященные католическим святым, Новому году и прочему. Заметно сильное влияние испанской культуры.